# Pensioenfonds
Een pensioenfonds is een financiële instelling en een pensioenregeling met als doelstelling om, na pensionering, een (bijkomend) pensioen uit te keren aan de deelnemers van het fonds, op basis van de pensioenpremies die ze gedurende hun werkzame leven hebben betaald.
Dit artikel beschrijft een pensioenfonds hoofdzakelijk vanuit de Nederlandse situatie. Voor België worden in het kort de bedrijfspensioenplannen besproken.
De macro-economische situatie van pensioenfondsen en de regelgeving die dit met zich meebrengt is vergelijkbaar met andere landen.

## Stelsel van oudedagsvoorzieningen
In het stelsel van oudedagsvoorzieningen worden pensioenfondsen vaak aangeduid als de tweede pijler. De eerste pijler van de oudedagsvoorziening wordt dan gevormd door een basisvoorziening, meestal van overheidswege georganiseerd, een groot deel van de bevolking omvattend, en meestal betaald door middel van een omslagstelsel: er is geen sprake van fondsvorming. (Het met de uitvoering belaste fonds zal wel vaak over enige reserves beschikken, doch deze zijn gering in verhouding tot de totale verplichtingen.) De Nederlandse eerste pijler is de AOW.
De tweede pijler wordt gevormd door de pensioenfondsen. Deelname aan een pensioenfonds is veelal gekoppeld aan een arbeidsverhouding. De pensioenpremie wordt betaald door werkgever en/of werknemers, meestal door beide. De pensioenrechten worden in de loop van de dienstbetrekking opgebouwd, en zijn gerelateerd aan het verdiende salaris en de duur van de dienstbetrekking. Er vindt dus fondsvorming plaats. Deelname aan een pensioenfonds is meestal voor de betrokken werknemers verplicht. De deelname aan de tweede pijler verschilt sterk van land tot land. Zo had Nederland eind 2012 1007 miljard opgebouwd bij pensioenfondsen en België 20 miljard. Daar spaart men in principe van oudsher in de derde pijler. De derde pijler wordt gevormd door pensioenvoorzieningen op vrijwillige basis, vaak ondergebracht bij een verzekeringsmaatschappij. Deze vorm is met name bedoeld voor personen die niet in dienstbetrekking werkzaam zijn, en voor personen wier pensioen anders ontoereikend zou zijn, en dit op deze wijze willen verbeteren.

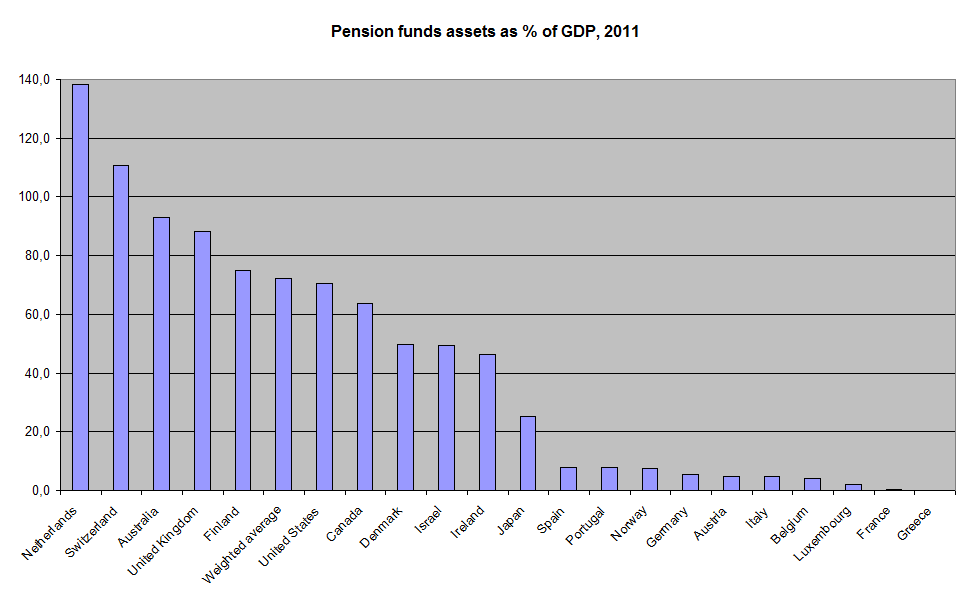
Omvang pensioenkapitaal in een aantal landen als percentage van het bruto binnenlands product, stand 2011.

Het Nederlandse pensioenstelsel wordt gekenmerkt door een relatief grote tweede pijler. De eerste pijler financiert circa 50% van de totale pensioenen, de tweede pijler circa 45%, en de derde pijler circa 5%. Dit is onder meer toe te schrijven aan het feit dat in Nederland pensioenen van overheidspersoneel door kapitaaldekking gefinancierd zijn. In een aantal andere Europese landen is de eerste pijler van aanmerkelijk grotere omvang en wordt dit rechtstreeks uit de overheidsbegroting gefinancierd. (Dit kan ook gelden voor gewezen werknemers in andere sectoren zoals gezondheidszorg, post, spoorwegen.) Anderzijds kan de wijze van opbouw van een pensioen en de financiering ervan in andere landen op geheel andere wijze geregeld zijn, en wordt de hoogte van "de AOW" medebepaald door het arbeidsverleden en het verdiende loon.
Het gevolg hiervan is dat de totale, collectieve, "spaarpot" voor de oude dag in Nederland zeer groot is. De gevolgen van de vergrijzing zullen in Nederland daardoor relatief minder hevig zijn dan in andere landen, maar niet verwaarloosbaar. Bovendien heeft de overheid een latente fiscale claim op de belastingvrij opgebouwde pensioenpot van circa 450 miljard en een claim op de latente premies zorgverzekeringswet van circa 60 miljard.
Nederland heeft de grootste pensioenvermogens ter wereld. Eind 2011 bedroegen die 138% van het bruto binnenlands product. (Duitsland beschikte over slechts 5,5%, wat een grotere nadruk legt op de eerste pensioenpijler.) Eind 2014 was dit opgelopen tot boven de 200% bbp met een pensioenvermogen van 1240 miljard, drie keer de staatsschuld en twee maal de uitstaande hypotheekschuld.

## Taak
Een gekapitaliseerd pensioenfonds heeft tot taak de ontvangen premies op een zodanige wijze te beleggen, dat een optimaal rendement wordt behaald, bij een zo laag mogelijk risico, zodat de gedane toezeggingen omtrent het pensioen ook inderdaad kunnen worden gerealiseerd. Hierbij zijn zeer lange perioden betrokken: het omvat de actieve periode, de periode van het pensioen tot het overlijden van de deelnemer (en, in veel gevallen, tot het overlijden van diens partner).

## Beleid
Een pensioenfonds heeft bij zijn beleidsvorming en -uitvoering te maken met diverse tegengestelde belangen, die voortdurend tegen elkaar moeten worden afgewogen. Tussen de diverse bij een pensioenfonds betrokken groepen personen kunnen (forse) belangenconflicten ontstaan.
In het kort kan gezegd worden dat een pensioenfonds een optimale balans moet vinden tussen zo laag mogelijke premies nu (te betalen door de huidige deelnemers, zogeheten actieven), en zo hoog mogelijke uitkeringen voor de huidige gepensioneerden (de zogeheten post-actieven) zowel als de toekomstige gepensioneerden, dus de huidige actieven. Daarbij moet men ook de eigen financiële gezondheid in de gaten houden, zowel nu als in de (verre) toekomst.
Dit alles vindt plaats in een per definitie onzekere omgeving, aangezien hierbij ramingen gemaakt moeten worden van de ontwikkeling van de uitgaven zowel als van de beleggingsopbrengsten over een lange reeks van jaren in de toekomst.
In het artikel asset-liability management wordt hierop nader ingegaan.

## Regelgeving in Europa
Eerste pijler pensioenfondsen (zoals de AOW in Nederland) vallen onder de verordening 1408/71 over de toepassing van sociale zekerheidsregelingen op werknemers, zelfstandigen en hun gezinnen bij grensoverschrijding. Het doel van deze verordening is opgebouwde rechten te behouden en verblijf in het buitenland geen negatieve factor voor de pensioenopbouw te laten zijn.
De richtlijn 2016/2341 van het Europees Parlement en de Raad van 14 december 2016 betreffende de werkzaamheden van en het toezicht op instellingen voor bedrijfspensioenvoorziening regelt de tweede pijlerpensioensector in de Europese Unie.
De richtlijn schept het pan-Europese pensioenfonds en procedures voor deze fondsen. Een onafhankelijk comité van toezichthouders werkt deze procedures nader uit. Er bestaan nog geen pan-Europese pensioenfondsen, omdat de fiscale behandeling van pensioenfondsen, pensioenen en pensioenbeleggingen per lidstaat erg kan verschillen.
Deze richtlijn gaat uit van zelfregulering van het investeringsbeleid (prudent person principle), wat betekent dat er in principe geen beperkingen zouden zijn op de beleggingsvrijheid. De richtlijn laat echter wel investeringsbeperkingen van lidstaten toe en schrijft ook investeringsbeperkingen voor aan pan-Europese (grensoverschrijdende) fondsen. Deze zijn echter zo ruim gesteld dat ze in de praktijk gewoonlijk geen probleem zullen zijn.
Volgens de richtlijn moeten de pensioenfondsen te allen tijde een voldoende dekkingsgraad hebben. Dit wordt gewoonlijk uitgelegd als een dekkingsgraad van 100%. Voor het biometrisch risico moet een buffer worden opgebouwd volgens de regels opgelegd aan verzekeringsmaatschappijen, waardoor de dekkingsgraad tussen 104 en 105% zou komen te liggen. De lidstaten mogen aanvullende eisen stellen.
De Europese Commissie heeft een concept van een richtlijn voor overdraagbaarheid van pensioenen gepubliceerd. Dit concept is in behandeling maar maakt geen vooruitgang meer. In 2012 volgde een Witboek Een agenda voor adequate, veilige en duurzame pensioenen. Pensioenen in de derde pijler worden indirect geregeld door de regels voor de uitvoerders: de verzekeringsrichtlijnen als het om een verzekeraar gaat, de UCITS richtlijnen als het om banken of portefeuillebeheerders gaat.
De Tweede Kamer heeft grote zorgen geuit over twee onderdelen van het witboek: de aangekondigde herziening van de IORP-richtlijn en de aangekondigde richtlijn over overdraagbaarheid van pensioenen. De Tweede Kamer heeft de stellige indruk dat hierbij het principe van subsidiariteit aan de kant wordt gezet. Het is de eerste keer dat de Tweede Kamer zelfstandig haar positie over aangekondigde Europese voorstellen aan de Europese Commissie stuurt. Ook de pensioenfederatie houdt de IORP-richtlijn nauwlettend in de gaten.
Op 26 januari 2016 publiceerde EIOPA haar eerste stresstest over de Europese pensioenen.

## Concentratietrend
In diverse landen werd rond 2008 een concentratietrend waarneembaar. Dit is het gevolg van een aantal recente bewegingen:
- de rentevoet van de valuta's van de meeste ontwikkelde landen zijn scherp gedaald. Hierdoor waren rendementsgaranties, zoals die bijvoorbeeld in het Verenigd Koninkrijk gangbaar waren, niet te handhaven.
- scherpere, gedetailleerder en gecompliceerdere voorschriften drukten het rendement en vergrootten het risico voor de sponsor (de onderneming of bedrijfstak die het pensioen aanbiedt). Laks toezicht in de Verenigde Staten zorgde er bijvoorbeeld voor dat elke nieuwe regel ter verbetering van de solvabiliteit leidde tot een nieuwe verschuiving van het beschikbare-uitkeringssysteem naar het beschikbare-premiesysteem.
- boekhoudregels gebaseerd op het beschikbarepremiesysteem en geschreven vanuit de Britse situatie worden in alle EU-landen toepasbaar, tenzij er een golf van protesten opsteekt. Ook hierdoor nam het risico van de sponsor scherp toe.
- sommige toezichthouders lijken de mening toegedaan dat er geen plaats is voor kleine pensioenfondsen.

De reactie van de sponsors was er uiteraard op gericht het risico te beperken. In eerste instantie gebeurde dit door een verschuiving van het beschikbare-uitkeringssysteem naar het beschikbarepremiesysteem (verschuiven van het risico naar de deelnemer) en door aanpassingen in de beleggingsportefeuille (verminderen van het risico). In beide gevallen werd het potentiële pensioenkapitaal van de deelnemers aangetast zonder dat dit behoorlijk werd uitgelegd door de regelgevers. In het Verenigd Koninkrijk werden de effecten het eerst zichtbaar. Daar zijn ook de eerste hervormingsmaatregelen op tafel gekomen.
Nu binnen de EU langzaam het besef doordringt dat grote schade is aangericht, waardoor de kans op armoede onder toekomstige ouderen sterk is toegenomen wordt steeds meer de toevlucht gezocht in het "verkopen" van het risico. In het Verenigd Koninkrijk neemt dit de vorm aan van "pension buy-out", waarbij de bezittingen en verplichtingen van het fonds worden overgedaan aan een commerciële partij. Dit is echter voor de meeste sponsors een dure oplossing omdat het tekort, dat gebruikelijk is in het VK, direct gerealiseerd wordt. In Nederland is een beweging waarbij de fondsen zich beperken tot het verwerken van cao-afspraken in het pensioenreglement en het innen van premies, beleggen en betalen van pensioenen wordt overgenomen door pensioenuitvoerders, in wezen gewone financiële organisaties (fiduciair management). Fiduciair management vermindert de aansprakelijkheid voor de sponsor niet, maar biedt voordelen op het gebied van schaalgrootte en stabiliteit van het rendement, waardoor het totale risico zou moeten verminderen. Grote vermogensbeheerders werpen zich op als fiduciair manager, maar de uitvoerders van de grootste Nederlandse pensioenfondsen werken ook als fiduciair manager (APG, MN, PGGM). Pension buy-out en fiduciair management zullen het in de nabije toekomst tegen elkaar op moeten nemen. Het Nederlandse fiduciair managementconcept is ook een succesvol exportproduct aan het worden: een Italiaans pensioenfonds werd in oktober 2008 de eerste internationale klant van een Nederlandse fiduciair manager (APG) en in 2010 hebben de eerste Britse pensioenfondsen een Nederlandse fiduciair manager aangesteld (MN).

## Nederlandse pensioenfondsen

### Vorm en inrichting
Nederlandse pensioenfondsen gebruiken als rechtsvorm de stichting. In aantal zijn de meeste pensioenfondsen gelieerd aan één werkgever; er zijn echter een aantal grote tot zeer grote bedrijfstakpensioenfondsen als ABP, PFZW Pensioenfonds Detailhandel en PMT die de pensioenen uitvoeren van een bedrijfstak, inclusief overheid (ABP) en semioverheid (bijvoorbeeld PFZW). De bestuursleden worden benoemd door of namens werkgevers, werknemers en gepensioneerden.

### Ontwikkelingen

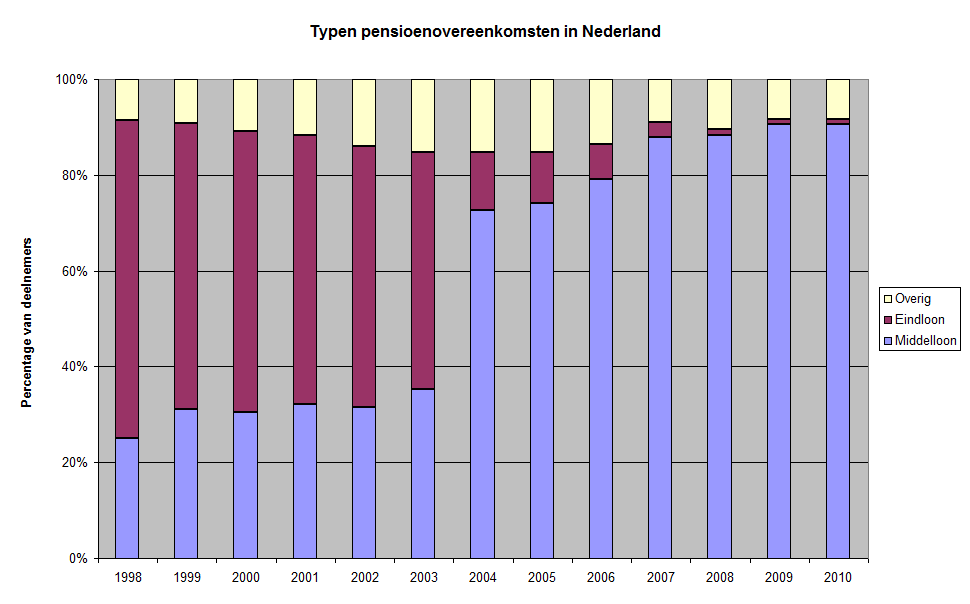
Verloop opkomst middelloonsysteem

In de periode 2000-2002 daalden de aandelenkoersen, wat bij vrijwel alle pensioenfondsen heeft gezorgd voor een duidelijke verslechtering van de vermogenspositie. Hoewel de aandelenmarkten globaal inmiddels op hun niveau zijn teruggekomen zijn de solvabiliteitseisen in Nederland aanzienlijk verhoogd. De hierboven aangeduide tegenstellingen zijn daardoor scherper aan het licht gekomen. De meeste Nederlandse pensioenfondsen zijn met ingang van 2005 overgegaan tot een premieverhoging. Tevens zijn pensioenfondsen op grote schaal overgegaan van een eindloonregeling op een middelloonregeling, en is de onvoorwaardelijke indexatie (zowel van opgebouwde pensioenrechten als ingegane pensioenen) vervangen door een voorwaardelijke, en in de praktijk vaak slechts gedeeltelijke indexatie. De vermogensverhoudingen zijn vanaf 2004 verbeterd.
De solvabiliteitspositie van een pensioenfonds wordt (beknopt) uitgedrukt in de dekkingsgraad: de verhouding tussen de waarde van de beleggingen en de waarde van de verplichtingen.
Een dekkingsgraad blijft echter "kwetsbaar": een comfortabel ogende dekkingsgraad kan door een paar slechte dagen op de aandelenbeurs, of door een daling van de kapitaalmarktrente, met procentpunten dalen. (De omgekeerde situatie deed zich voor over het tweede kwartaal van 2006: pensioenfondsen hadden – over het geheel genomen – negatieve beleggingsresultaten, doch de gestegen marktrente leidde tot een zodanige daling van de contante waarde van de verplichtingen dat het netto-effect op de vermogenspositie positief was. Zo zagen ABP en Pensioenfonds Zorg en Welzijn (voorheen PGGM) hun dekkingsgraad met enkele procentpunten toenemen. Over het derde kwartaal van 2006 werkte het andersom: ondanks goede beleggingsresultaten zagen ABP en PZW hun dekkingsgraad afnemen door een relatief sterkere stijging van de waarde van hun verplichtingen, nadat deze contant waren gemaakt tegen een gedaalde kapitaalmarktrente.) Ultimo 2007 bedroeg de dekkingsgraad van de gezamenlijke Nederlandse pensioenfondsen 144%.

### Ontwikkelingen als gevolg van de kredietcrisis

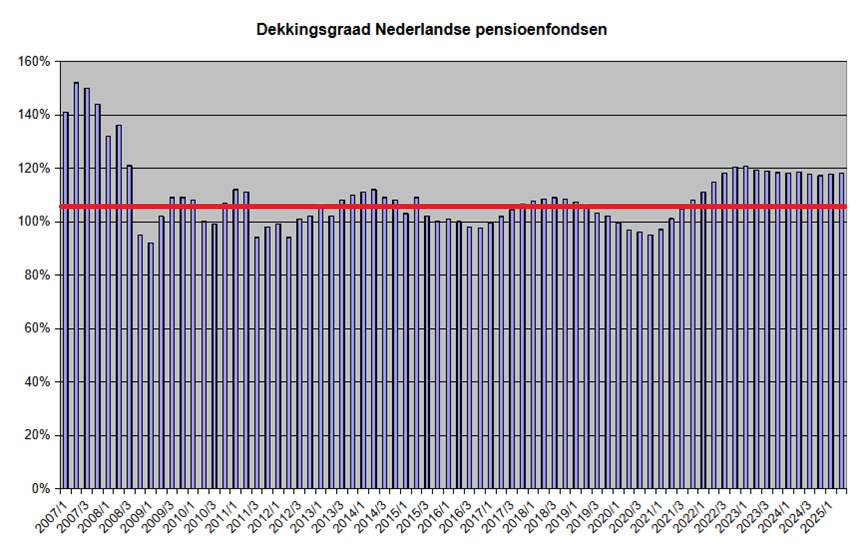
Verloop dekkingsgraad van gezamenlijke Nederlandse pensioenfondsen

Door de kredietcrisis daalde de dekkingsgraad van de gezamenlijke Nederlandse pensioenfondsen sterk. Aan het eind van het eerste kwartaal van 2008 bedroeg deze nog 132%. Ultimo september 2008 was de dekkingsgraad van de gezamenlijke Nederlandse pensioenfondsen teruggelopen tot 123%. In het vierde kwartaal verslechterde de vermogenspositie in een snel tempo. Op 8 december 2008 bleek dat de grootste Nederlandse pensioenfondsen een dekkingsgraad van (ruim) minder dan 105% hadden. Per ultimo 2008 bleken de grootste Nederlandse pensioenfondsen zelfs een dekkingsgraad van rond 90% te hebben.
Deze ontwikkelingen waren voor de toezichthouder aanleiding om pensioenfondsen te verplichten tot het opstellen van een herstelplan, waarin dient te worden aangegeven op welke wijze, en binnen welke termijn, de dekkingsgraad weer op een aanvaardbaar niveau gebracht kan worden. Deze herstelplannen dienden uiterlijk 1 april 2009 te zijn ingediend. De Nederlandse pensioenfondsen kregen een periode van 5 jaar in plaats van 3 jaar voor het herstellen van de dekkingsgraad tot (de minimaal vereiste) 105%.
In juli 2009 bleek, na beoordeling van de herstelplannen, dat 20 Nederlandse pensioenfondsen genoodzaakt zouden zijn om vanaf 2012 de nominale pensioenen te korten indien de financiële markten niet tegen die tijd hersteld zouden zijn; van enkele pensioenfondsen werd het herstelplan afgekeurd.
Op 30 maart 2009 werd bekend dat Pensioenfonds Zorg en Welzijn de lopende pensioenen en opgebouwde pensioenrechten ook in 2010, 2011 en 2012 niet zal indexeren. Op 31 maart 2009 berichtte het ABP dat indexatie tot en met 2013 niet zou plaatsvinden (opgemerkt wordt dat het indexeren van pensioenen gedurende een periode van een dekkingstekort niet is toegestaan).
De gezamenlijke Nederlandse pensioenfondsen hadden eind 2009 € 731 miljard aan beleggingen. Eind 2012 was dat opgelopen tot 1007 miljard.
De sterk gedaalde Nederlandse kapitaalmarktrente leidde ertoe dat in mei 2010 Nederlandse pensioenfondsen weer met sterk gedaalde dekkingsgraden kampten: de grote Nederlandse pensioenfondsen berichtten in mei dat hun dekkingsgraad weer beneden 100% was. Het korten van de lopende pensioenen en opgebouwde pensioenrechten werd niet denkbeeldig geacht.

### Effecten van stelselwijzigingen
De effecten van de hierboven geschetste ontwikkelingen voor deelnemers aan een pensioenregeling zijn tamelijk ingrijpend. Met name de overgang op een middelloonstelsel hebben vermoedelijk forse gevolgen voor de hoogte van het uiteindelijk te bereiken pensioen, die slechts gedeeltelijk worden opgevangen door andere maatregelen (zoals de in veel gevallen plaatsgevonden hebbende verhoging van de pensioenopbouw van 1,75% per dienstjaar naar 2%). Het "standaardpensioen" van 70% van het laatstverdiende salaris (bij 40 dienstjaren) zoals dat in het verleden min of meer gebruikelijk was, zal naar alle waarschijnlijkheid niet meer gehaald kunnen worden. Bij een overgang naar een beschikbare-premiesysteem kunnen de gevolgen voor de deelnemer ook zeer aanzienlijk zijn. Verwacht wordt dat de trend naar meer beschikbare premieregelingen zal doorzetten.

### Huidige regelgeving
De ontwikkelingen in de jaren 2000-2002 en de daarmee gepaard gaande verslechterde vermogensposities zijn voor de toezichthouder op de Nederlandse pensioensector, de Pensioen- en Verzekeringskamer (sedert 1 november 2004 opgegaan in De Nederlandsche Bank), aanleiding geweest om scherpere regelgeving te (gaan) ontwikkelen. Dit staat bekend als het nieuw Financieel Toetsingskader (nFTK); de voorschriften zijn vastgelegd in de Pensioenwet, die op 1 januari 2007 in werking is getreden. Deze wetgeving hangt ten dele samen met de komst van de International Financial Reporting Standards.

#### Waardering tegen marktrente
De meest ingrijpende wijziging in deze is, dat de vaste rekenrente van 4% voor de waardering van de verplichtingen per 2007 werd vervangen door het waarderen van de verplichtingen conform een yieldcurve. Het gaat hierbij om de vraag wat de huidige waarde is van de totale stroom pensioenbetalingen, zoals die gedaan moeten vanaf "deze maand" tot "het moment waarop de langst levende gerechtigde is overleden". Voor de vraag wanneer de gerechtigden (statistisch gezien) zullen overlijden, worden sterftetabellen gehanteerd. Daaruit vloeien ramingen omtrent per jaar te betalen bedragen voort. Die bedragen-per-jaar worden contant gemaakt, in het oude systeem tegen een vaste, door DNB voorgeschreven rente (vaak 4% tot 2005, in een omgeving van lagere kapitaalmarktrente lager), in het nieuwe systeem tegen een rente die op het moment van berekenen van toepassing is voor leningen met een looptijd gelijk aan de looptijd van die verplichting. De gevolgen hiervan kunnen aanzienlijk zijn. Als de rente daalt, stijgt namelijk de waarde van de pensioenverplichtingen, terwijl naar alle waarschijnlijkheid de waarde van de aandelenportefeuille tegelijkertijd daalt, want een dalende rente is een teken van een slechte economische conjunctuur. Een dalende rente verhoogt daarentegen de waarde van obligaties.
Nederland hoort bij een minderheid in Europa. Vier landen hanteren een vaste rente. Acht landen gaan uit van een verwacht(historisch) rendement. Vijf landen, waaronder Nederland, nemen als basis de actuele risicovrije rente en drie landen hanteren de hoogte van staatsobligaties als basis.
De Nederlandse rekenrente is de laagste ter wereld. Van 6,5% in de USA tot 1,12% in Nederland. De Antillen, inclusief BES-eilanden, rekenen met 3,75%.
In november 2016 diende 50PLUS een initiatiefwetsvoorstel in om tijdelijk een bodem van 2 procent te leggen in de rekenrente zolang de ECB doorgaat met het renteverstorende opkoopprogramma. In augustus 2017 startte de Tweede Kamer met behandeling.

#### Duration-matching?
Hoe de gevolgen van een dalende (respectievelijk stijgende) marktrente uitpakken op het saldo van rechten en verplichtingen van het pensioenfonds (in het jargon wordt het bedrag van de beleggingen minus de verplichtingen aangeduid als "het surplus") is echter niet bij voorbaat vast te stellen. De effecten van een wijziging van de rentestand op aandelenkoersen is niet van tevoren te voorspellen. De effecten van een wijziging van de rentestand op de contante waarde van een toekomstig bedrag, hetzij een verplichting (tot het betalen van een pensioen), hetzij een recht (op ontvangst van rente of aflossing van een obligatie), zijn in beginsel gelijk. Van een symmetrie waarbij de contante waarde van de rechten in gelijke mate verandert als de contante waarde van de verplichtingen is echter alleen sprake als de duration van beide gelijk is. Dit is in de praktijk echter moeilijk te realiseren: de duration van de verplichtingen is bij de meeste pensioenfondsen zeer hoog, en een dergelijke duration is met een normale vastrentende beleggingsportefeuille vaak niet goed te realiseren.
Het resultaat is dat er vaak sprake is van een verschil in duration, in het jargon aangeduid als "duration-mismatch". De gevolgen daarvan kunnen voor de waarde van het surplus zowel positief (bij een rentestijging) als negatief (bij een rentedaling) zijn.

#### Vermogensbuffers voor diverse typen beleggingen
Voor aandelen is een directe koppeling met de duration van de verplichtingen niet goed mogelijk. Het ramen van de duration van een aandeel (of een aandelenportefeuille) vergt zodanige aannames dat het resultaat van een dergelijke rekenexercitie niet goed bruikbaar is. In verband hiermee schrijft het nFTK voor aandelenbeleggingen, beleggingen in vreemde valuta, beleggingen in commodities (grondstoffen) en beleggingen in leningen anders dan aan overheden (zgn. "credits") aparte vermogensbuffers voor. Deze buffers dienen bij de verplichtingen opgeteld te worden, en gaan daarmee ten laste van het surplus.
Voor een (qua samenstelling van de beleggingsportefeuille) gemiddeld Nederlands pensioenfonds zullen deze eisen ten aanzien van vermogensbuffers leiden tot een vereiste dekkingsgraad van circa 130%.
Opgemerkt wordt dat de exacte omvang van de vereiste vermogensbuffer afhangt van het beleggingsbeleid, mede in combinatie met de samenstelling van de verplichtingen van het betreffende pensioenfonds. Een Nederlands pensioenfonds dat besluit niet in vreemde valuta te beleggen zal daarvoor geen vermogensbuffer behoeven aan te houden. Bij een "rijp" pensioenfonds (een pensioenfonds met vooral oudere deelnemers, van wie een groot gedeelte reeds een pensioen ontvangt) zal de duration van de verplichtingen korter zijn, zodat de hier genoemde "duration-mismatch" kleiner is. De daarvoor vereiste vermogensbuffer zal dan ook kleiner zijn.
De bij het berekenen van de vermogensbuffer gehanteerde formule, in de branche bekend als de "wortelformule" kan door DNB aangepast worden ten aanzien van de gehanteerde parameters.

#### Ongewenste effecten?
De voorschriften van het nFTK vormen daarmee een door sommige pensioenfondsen als belemmerend, zo niet sterk belemmerend, ervaren impuls om minder in aandelen te beleggen en meer in obligaties. Dit speelt met name in een omgeving van een lage marktrente: de contante waarde van de verplichtingen is dan hoger, zodat de waarde van het surplus geringer is, en de voor aandelen aan te houden buffers eerder als knellend ervaren worden. Het pensioenfonds wordt dan, door de werking van het stelsel, genoopt tot het vergroten van het percentage beleggingen in vastrentende waarden. Die beleggingen werpen echter een lager rendement af en verhogen de gevoeligheid van de portefeuille voor hoge inflatie. Hierdoor neemt het portefeuillerisico juist weer toe en vermindert het (verwachte) rendement en daarmee het toekomstige pensioen.
Het nFTK biedt dus een lager risico tegen de prijs (voor de deelnemer) van een lager pensioen of een hogere premie. Deze prijs wordt voor de deelnemer echter niet expliciet gemaakt.
Daarnaast dringen de solvabiliteitsregels de pensioenfondsen naar de korte termijn en procyclisch gedrag. Dat wil zeggen dat pensioenfondsen worden gedwongen kortetermijnmarktbewegingen te volgen die niet relevant zijn voor hun financiële positie. Dit heeft vooral gevolgen in tijden van crisis, wat uitstekend werd geïllustreerd in de kredietcrisis van 2008. De pensioenfondsen waren toen niet bereid om het tekort aan liquiditeit in de financiële sector te helpen bestrijden, omdat hun kortetermijnsolvabiliteitspositie volgens de regels terugliep, ook als ze in werkelijkheid hun bezittingen nauwelijks veranderden. Deze ontwikkeling speelt ook in andere EU-landen: door de positie van pensioenfondsen als aparte financiële organisatie te ondermijnen wordt de diversificatie van de financiële sector kleiner, en de sector als geheel dus gevoeliger voor onevenwichtigheden.

#### Concurrentie-effecten
Het nFTK maakt ook een aantal specifieke risico's zichtbaar (renterisico, credits, valutarisico, zakelijke waarden ...), waarvoor DNB wenst dat pensioenfondsen voldoende dekkingsgraad voorzien (solvabiliteitstoets). De hiervoor benodigde dekkingsgraad kan, als gezegd, zeer snel oplopen tot een maximum van 130%. Het nFTK is met deze additionele eis strenger dan in andere lidstaten van de Europese Unie thans het geval is. Dit is belangrijk omdat de Europese Unie bezig is een Europese pensioenmarkt te creëren, waardoor in andere lidstaten gevestigde fondsen met in Nederland gevestigde fondsen zullen gaan concurreren. Overigens is aannemelijk dat een dergelijke concurrentie niet zal kunnen plaatsvinden zonder dat het betreffende buiten Nederland gevestigde pensioenfonds aan enige, al dan niet op de Nederlandse regelgeving geënte, regelgeving zal moeten voldoen. Reeds het belang dat de deelnemer heeft bij een solide pensioenfonds noopt daartoe.

#### Invoeringsperikelen
Een betrekkelijk groot aantal (meestal kleinere) pensioenfondsen bleek grote moeite te hebben om de eigen organisatie voor 1 januari 2006 aan te passen de voorschriften van het nFTK. Dit, benevens de vertraagde besluitvorming rond de nieuwe Pensioenwet, was voor De Nederlandsche Bank en het ministerie van Sociale zaken en Werkgelegenheid in september 2005 aanleiding om de verplichte invoering van het nFTK uit te stellen tot 1 januari 2007. Pensioenfondsen hadden wel de vrijheid om het nFTK per 1 januari 2006 in hun organisatie in te voeren.

### Politiek-maatschappelijke betekenis
Nederlandse pensioenfondsen vormen een zeer belangrijke factor in het stelsel van arbeidsverhoudingen. Hun rol daarin lijkt in de komende decennia eerder toe dan af te zullen nemen. Hun activiteiten staan, ook door de toenemende vergrijzing veel meer dan voorheen in de publieke belangstelling.
De pensioenfondsen hebben ook een grote betekenis voor de financiële en kenniseconomie in Nederland. Veranderingen in het stelsel of de premies zijn in de hele economie voelbaar. Een aantal universiteiten, overheidsinstanties en grote financiële instellingen heeft in 2006 een wetenschappelijk instituut opgericht geheten Netspar (Network for Savings, Pensions And Retirement) dat beoogt op pensioengebied als expertisecentrum te fungeren.
In het algemeen kan verwacht worden dat het Nederlandse pensioenstelsel op het ogenblik (2007) voldoende "robuust" is om een aantal jaren te kunnen worden voortgezet. (Hierbij wordt benadrukt dat deze verbetering niet heeft kunnen plaatsvinden zonder een verslechtering van de actuele en toekomstige pensioenen van de deelnemers.) Welke ontwikkelingen in de toekomst zullen optreden is uiteraard moeilijk te voorspellen, doch een ontwikkeling die niet uit te sluiten valt is die van een verdere individualisering van pensioenregelingen. In plaats van één, voor iedere deelnemer gelijkluidend, "standaardpensioen", zullen wellicht meer gedifferentieerde producten worden aangeboden, toegesneden op de situatie van de individuele deelnemer. Tevens zullen (ten dele reeds bestaande) koppelingen met andere regelingen worden gemaakt, waarbij tevens aanvullende producten zullen worden aangeboden door ofwel het pensioenfonds ofwel een daaraan gelieerde (meer commerciële) partij. Dergelijke producten zijn reeds bekend op het gebied van ANW-vervangende verzekeringen en meer recent levensloopregelingen.
Voor de deelnemers betekenen al deze ontwikkelingen dat zij zich meer dan voorheen in hun pensioensituatie moeten verdiepen, en voor de pensioenfondsen dat zij moeten zorg dragen voor een heldere communicatie. Gegeven de complexiteit van deze materie is dit voor alle betrokkenen geen eenvoudige zaak.
Een ontwikkeling die slechts tentatief kan worden aangeduid is die van premiedifferentiatie naar leeftijd. In de huidige situatie is in veel gevallen sprake van een "doorsneepremie" die voor alle deelnemers gelijk is, ongeacht hun leeftijd. De premie, betaald door een deelnemer van 25 jaar, kan echter aanmerkelijk langer belegd worden voordat hij voor het betalen van een pensioen moet worden aangewend, dan de premie betaald door een deelnemer van 55 jaar. Hiermee is sprake van een vorm van "afgedwongen solidariteit". Niet uit te sluiten valt dat in de komende jaren sprake zal zijn van toenemende spanningen ten aanzien van deze situatie.
De Commissie Toekomstbestendigheid Aanvullend Pensioenregelingen adviseerde in een in januari 2010 uitgebracht rapport tot versobering van het pensioenstelsel: door de vergrijzing zou de financiële positie van pensioenfondsen aanmerkelijk verslechteren, terwijl dit probleem niet zou kunnen worden ondervangen door verhoging van de premies: die zouden dan een zodanig niveau bereiken dat de Nederlandse concurrentiepositie aangetast zou worden. De commissie deed de suggestie de ambities te verlagen (werknemers zouden zich ervan bewust moeten zijn dat hun pensioen aanmerkelijk lager zou kunnen zijn dan verwacht), de pensioenleeftijd te verhogen, of de deelnemers meer beleggingsrisico te laten lopen.
Het verscherpte toezicht op de Nederlandse pensioensector strekt zich ook uit tot het toezicht op het functioneren van het bestuur van pensioenfondsen. In januari 2010 werden zes bestuursleden van pensioenfonds PME genoodzaakt ontslag te nemen als gevolg van een "aanwijzing" van DNB. Men zou te weinig toezicht hebben gehouden op het uitbestede vermogensbeheer. De ontslagen bestuursleden werden vervangen door beleggingsexperts die geen binding hadden met werkgevers- of werknemersorganisaties.
Nederlandse pensioenfondsen blijken ongeveer de helft van hun vermogen, 500 miljard euro, te hebben belegd in Nederlandse beleggingsinstellingen.

### Het Nederlandse pensioenstelsel in internationaal perspectief
Het huidige Nederlandse pensioenstelsel wordt als kwalitatief hoogwaardig beschouwd. Als redenen voor deze stelling kunnen worden genoemd:
- De zelfstandigheid van Nederlandse pensioenfondsen: het zijn zelfstandige rechtspersonen, met een eigen bestuur, niet gelieerd aan een bepaalde onderneming. (Hoewel zij wel werkzaam kunnen zijn voor het personeel van een bepaalde onderneming (of bedrijfstak) worden ze niet behandeld als makende daarvan onderdeel uit.)
- Een in het algemeen heldere structuur van pensioentoezeggingen.
- Een in het algemeen goede bedrijfsvoering en goed bestuur.
- Een innoverend beleggingsbeleid.
- Scherp toezicht.
- Het meeste geld in kas. 200% van het bnp, ultimo 2014 circa 1240 miljard euro.[4][37]
- Collectief + Privaat 1140 miljard ultimo 2011 en dat is bijna het 2× het bbp. De fiscale claim hierop is ongeveer gelijk aan de staatsschuld.[38]
- Een latente belastingclaim voor de rijksoverheid van 250 miljard euro.[39]
- In tegenstelling tot de situatie in andere Europese landen zijn pensioenfondsen in Nederland verplicht de actuele marktrente als disconteringsvoet te nemen. In de meeste Europese landen is dit het verwacht rendement.[40]

Bij het bovenstaande dient opgemerkt te worden dat dergelijke kwalificaties altijd in een vergelijkende context gemaakt worden, en subjectieve elementen bevatten. Tevens wordt benadrukt dat deze uitspraken zijn gedaan voordat de kredietcrisis begon, of in elk geval zich verhevigde.
De Australische vestiging van het financiële adviesbureau Mercer publiceerde in oktober 2009 een Mercer Global Pension Index, waarbij pensioenstelsels in diverse landen vergeleken werden. Het Nederlandse pensioenstelsel scoorde het hoogste (76,1 punten op een schaal van 100), waarmee het zich echter in de tweede categorie bevond: met name op het terrein van de
financierbaarheid op lange termijn zag men ruimte voor verbetering. (Opgemerkt wordt dat dit onderzoek geen rekening zal hebben gehouden met de effecten van de enkele dagen later door de Nederlandse regering voorgestelde plannen voor het verhogen van de AOW-leeftijd en het verhogen van de leeftijd voor het ingaan van aanvullende pensioenen.) In het rapport van oktober 2010 kwam Nederland eveneens als hoogste uit de bus (ditmaal met een score van 78,3%). Dit onderzoek wordt jaarlijks herhaald, in samenwerking met het CFA Institute. In 2021 bleek dat IJsland met een overall index van 84,2 Nederland (83,5) had ingehaald. Denemarken stond met 82,0 op de derde plaats.
Nederland hanteert verreweg de laagste disconteringsrente in de pensioenwereld.

### Hernieuwde crisis in het Nederlandse pensioenstelsel vanaf augustus 2010
Op 17 augustus 2010 maakte DNB bekend dat 12 tot 14 Nederlandse pensioenfondsen reeds per 1 januari 2011 zouden moeten gaan korten op de lopende pensioenen (van circa 150.000 gepensioneerden) en opgebouwde pensioenrechten (van circa 700.000 deelnemers: gepensioneerden, actieve deelnemers en voormalige deelnemers); de kortingen zouden variëren van 1% tot 14%. De oorzaak was een sterke daling van de dekkingsgraad, die met name het gevolg van een stijging van de contante waarde van de verplichtingen door een daling van de rentevoet waartegen die verplichtingen contant gemaakt werden. Een dergelijke korting van nominale pensioenrechten was nog nooit voorgekomen in de geschiedenis van het Nederlandse pensioenstelsel. DNB-bestuurder mw. Kellermann uitte in een interview in het FD van 23 augustus 2010 kritiek op pensioenfondsen, die in een aantal gevallen, met medewerking van accountants en actuarissen, de waarde van beleggingen te hoog hadden ingeschat. De koepels van pensioenfondsen toonden zich in een gezamenlijke verklaring tegenstander van direct besluiten tot korten; de oorzaak was de te lage kapitaalmarktrente; DNB ging overhaast te werk. De Nederlandse pensioenfondsen publiceerden op 10 september een paginagrote advertentie in dagbladen waarin men de situatie uitlegde. De dekkingsgraden bleken per eind augustus dramatisch gedaald te zijn: ABP 88%, PZW 94%, Pensioenfonds Bouw 97%, PME 91%, PMT 85%. DNB lichtte de door hen gehanteerde rentetermijnstructuur toe in een brief aan minister Donner d.d. 14 september 2010.
Op 16 september bleek dat het pensioenfonds van het FNV (voor het eigen personeel) in een zeer zwakke positie verkeerde: het fonds zou ondergebracht worden bij PZW, doch hiervoor zou een extra storting van € 30 miljoen (ten koste van het eigen vermogen van het FNV) noodzakelijk zijn. Per begin 2009 was de dekkingsgraad 85,4%; de dekkingsgraden op latere tijdstippen waren niet bekend.
Vijf van de hierboven genoemde 14 pensioenfondsen weigerden (in oktober 2010) tot korting over te gaan; de grootste hiervan was PME, met 147.000 deelnemers. Het (zeer kleine) pensioenfonds van GITP zag om praktische redenen af van de korting, die slechts 0,2% zou bedragen. Op 22 oktober 2010 werd bekend dat DNB een alternatief herstelplan van PME zou goedkeuren, waarmee de korting op pensioenen en pensioenrechten per 1 januari 2011 vermoedelijk van de baan was. In oktober 2010 verzocht de Stichting van de Arbeid de minister van SZW om (tijdelijk) niet-kostendekkende pensioenpremies te mogen hanteren, aangezien het hanteren van de geldende regelgeving bij de op dat moment bestaande rentestand tot premieverhogingen van 20% tot 30% zou leiden. Op 2 november 2011 werd bekend dat DNB pensioenfondsen ontheffing gaf ten aanzien van een niet-kostendekkende premie, mits men aan kon tonen eind 2011 geen onderdekking meer te zullen hebben. Enkele dagen later verklaarde minister van Financiën Kamps bereid te zijn het gebruik van een hogere rekenrente te overwegen; dit zou een verbetering van de dekkingsgraden met enkele procenten opleveren, hetgeen echter weer zou "weglekken" bij het verdisconteren van de gestegen levensverwachting.
In november 2010 droeg DNB de Nederlandse pensioenfondsen op om stresstesten uit te voeren, die inzicht zouden moeten geven in de financiële positie in geval van een hernieuwde financiële crisis. Werknemers en gepensioneerden van Pensioenfonds Smit daagden het bestuur ervan voor de Ondernemingskamer wegens wanbeleid.
Eind december 2010 berichtte Het Financieele Dagblad dat door de stijging van de kapitaalmarktrente en de gestegen aandelenkoersen vrijwel alle pensioenfondsen voor wier deelnemers korting dreigde, op dat moment uit de gevarenzone waren. Per ultimo 2010 bleek de dekkingsgraad van het ABP gestegen te zijn tot 105%. Ultimo eerste kwartaal 2011 steeg de dekkingsgraad van de meeste grote pensioenfondsen verder, vooral door de gestegen kapitaalmarktrente.

### Najaar 2011: opnieuw crisis in het Nederlandse pensioenstelsel
In oktober 2011 bleek dat de dekkingsgraden van Nederlandse pensioenfondsen per eind september 2011 zeer sterk verslechterd was: meerdere grote pensioenfondsen zaten rond of onder 90%. Dit werd enerzijds veroorzaakt door tegenvallende rendementen op met name aandelen, doch anderzijds door de zeer lage rendementen op staatsleningen, die een rol speelden bij de bepaling van de yieldcurve die gehanteerd diende te worden bij de vaststelling van de contante waarde van de verplichtingen.
Op 6 januari 2012 kondigde DNB 2 maatregelen aan. Pensioenfondsen kregen de mogelijkheid de korting te maximeren op 7%. Tevens werd de rekenrente niet gebaseerd op de stand van de swaprente ultimo december 2011, maar op het gemiddelde van het laatste kwartaal.
Deze maatregel leverde een verhoging van de dekkingsgraad met 4% op. Zou het hele jaar 2011 zijn genomen, dan steeg de tienjaarsrente van 2,38% naar 3%. Om haar eigen redenen hanteerde DNB nog steeds de grillige swaprentecurve, in plaats van de veel marktstabielere tienjaarsrente op de Nederlandse staatsleningen. De Tweede Kamer sprak zich op 9 november 2010 tegen de grillige swaprente uit. Het ministerie van SZW en DNB kwamen op 17 mei 2011 met hun gezamenlijk antwoord op de aangenomen Tweede Kamer motie.
Eind 2011 was het pensioenvermogen van de fondsen in dat jaar met 70 miljard gestegen tot 871 miljard euro, het hoogste bedrag ooit en 146% van het bnp. Het overheidstekort nam in 2011 toe met 29 miljard euro.
Op 19 januari 2012 maakten de meeste pensioenfondsen hun verlaagde dekkingsgraad bekend. De gehanteerde rekenrente was de gemiddelde swaprente over het vierde kwartaal, 2,7%. Ultimo 2011 was deze rente 2,52%. Op 20 februari 2012 maakte DNB bekend hoeveel pensioenfondsen per 1 april 2012 en per 1 april 2013 zullen gaan korten.

### Februari 2012: aankondiging kortingen bij een groot aantal pensioenfondsen
In februari 2012 kondigden in totaal 103 Nederlandse pensioenfondsen aan per 1 april 2013 de lopende pensioenen en opgebouwde pensioenrechten te zullen korten met percentages variërend van 0,5% tot 7%.
Het totale collectieve pensioenvermogen nam in 2012 toe tot 1007 miljard euro, een stijging van 134 miljard euro, waarmee de toename van de staatsschuld ver moest achterblijven. In die 134 miljard zit een latente belastingclaim en latente claim premie Zorgverzekeringswet van circa 45 miljard, dat is 2× meer dan de stijging van de bruto staatsschuld in 2012.

### Wet Versterking Bestuur Pensioenfondsen en gelijktijdige ontwikkelingen
Op 31 januari 2012 nam de Eerste Kamer het wetsvoorstel Koşer Kaya-Blok aan. Hierin krijgen de gepensioneerden verplicht stemrecht in hun pensioenfondsen. Het wetsvoorstel is inmiddels tot wet verheven. Minister Kamp wil dit wetsvoorstel nu opnemen in zijn eigen wetsvoorstel, waarin meer zaken worden gewijzigd. De commissie Sociale Zaken en Werkgelegenheid van de Tweede Kamer organiseerde donderdag 22 maart 2012 een rondetafelgesprek over dit wetsvoorstel 'Wet versterking bestuur pensioenfondsen'. Het rondetafelgesprek was ter voorbereiding op de behandeling van het wetsvoorstel. Dat wetsvoorstel heeft als doel pensioenfondsen beter te kunnen laten omgaan met de onzekerheden op de financiële markten en demografische veranderingen. Voor de tekst van het Wetsvoorstel en de Memorie van Toelichting: De sfeer tijdens de hoorzitting was zowel bij de insprekers als bij de Kamerleden gematigd negatief. Inspreker professor dr. Erik Lutjens, hoogleraar aan de VU bood spontaan ter plekke aan een nieuwe wet te schrijven, die meer van afzonderlijke facultatieve bouwstenen zou uitgaan. Zie hieronder voor het verslag van 12 april 2012 door de vaste commissie voor Sociale Zaken en Werkgelegenheid van de Tweede Kamer. Op 19 april organiseerde de Tweede Kamer een avondsymposium over onze pensioenen en Europa. Er waren 10 inleiders en 150 aanwezigen, die Pieter Omtzigt, de pensioenrapporteur, een goed beeld hebben gegeven inzake de problematiek. Het gaat om subsidiariteit, Solvency II en de meeneembaarheid van pensioenen binnen Europa. Mei 2012 publiceerde Brussel een witboek over de pensioenen binnen de Europese Unie. Minister Kamp stuurde op 30 mei een brief met een financieel toetsings-kader (ftk) aan de Tweede Kamer, dat het kabinet voor ogen heeft om het pensioenstelsel weer toekomstbestendig te maken. Als basis voor een wettelijk voorgeschreven reële discontovoet voor het reële contract blijft de risicovrije swaprente (i.c. de rentetermijnstructuur; rts) van kracht. Daarbij zal voor verplichtingen na 20 jaar een ultimate forward rate (ufr) worden voorgeschreven van 4,2%(voorstel Europese Commissie). De dekkingsgraad, mag worden vastgesteld op basis van een twaalfmaandelijks voortschrijdend gemiddelde van de dekkingsgraad. Terugrekenen van de voorstellen van de Europese Commissie levert per 31 december 2011 een rekenrente op van 3,5 % in plaats van 2,8% volgens minister Kamp, mede afhankelijk van de leeftijdsopbouw van het pensioenfonds. Op 26 juni ontving de Tweede Kamer een nota over de stand van zaken van minister Kamp. Op 4 juli verscheen een reeks van antwoorden op kamervragen. Het commissieoverleg van 27 juni verscheen op 10 september 2012. Senator Jan Nagel stelde op 2 augustus 2012 een twaalftal vragen aan minister Kamp. Op 4 juli 2012 was er een Algemeen Overleg in de Tweede Kamer. Minister Kamp meldt daarin zijn streven om in het eerste kwartaal van 2013 met een nieuwe pensioenwet te komen. Op 24 september stuurde staatssecretaris Paul de Krom namens het demissionaire kabinet een pakket maatregelen naar de Tweede Kamer. Hierin is de ultimate forward rate op eenzelfde manier verwerkt als bij de verzekeraars reeds eerder is gebeurd. Het septemberpakket leidt tot lagere kortingen in 2013 en de jaren daarna. Door aanpassing van de rentecurve met een UFR blijft de pensioenkorting en de premiestijging beperkt. Verder wordt de pensioenrichtleeftijd verhoogd. Er wordt een levensverwachtingsaanpassingsmechanisme ingevoerd en het indexatiebeleid wordt ook aangescherpt. De reacties van de pensioensector was over het geheel genomen gematigd negatief. Men vond de maatregelen onvoldoende soelaas bieden. Op 3 oktober bracht DNB de technische invulling als verplichting voor de pensioenfondsen naar buiten. De gekozen aannames en parameters leiden ertoe dat de zestigjaarsrekenrente stijgt tot slechts 3,3%. Op 21 december maakte het kabinet bekend per 1 juli 2013 de initiatiefwet Koşer Kaya-Blok tot wet te verheffen. De one-tier-board werd nu in een wet opgenomen. Op 15 en 22 mei 2013 debatteerde de Tweede Kamer over het wetsvoorstel van staatssecretaris Jetta Klijnsma om de belangen van alle belanghebbenden anders te borgen, in reactie op Koşer Kaya-Blok. Op 9 juli nam de Eerste Kamer dit wetsvoorstel 33.182 reeds aan.
Op 7 augustus 2013 trad de Wet versterking bestuur pensioenfondsen in werking en stuurde DNB een nieuwsbrief.

### Beperking van de Nederlandse onbelaste pensioenopbouw binnen het Witteveenkader
De jaarlijkse premieaftrek van 30 miljard in Box 1 remt de economie. Terugbrengen tot 21 miljard euro van de fiscaal aftrekbare premies, zoals voorgesteld door het kabinet Rutte II per 1-1-2015, zou bij overigens gelijkblijvende omstandigheden 9 miljard euro terug moeten brengen naar de huidige economie en de belastingdienst. Op 14 mei 2013 bracht DNB naar buiten voorstander te zijn van de voorgestelde verdere beperking van het Witteveenkader in 2015. Ook de Sociale partners hebben deze doelstelling onderschreven in het Centraal akkoord van april 2013. Aanhangig in de Eerste Kamer is de Wet verlaging maximumopbouw- en premiepercentages pensioen en maximering pensioengevend inkomen. Op 8 oktober was daar de behandeling. Op verzoek van staatssecretaris Weekers werden de pensioenplannen aangehouden. Vervolgens bereikten op 18 december 2013 de twee regeringspartijen een pensioenakkoord met drie oppositiepartijen. Kern van het akkoord is een verlaging tot 1,875% per 2015 voor de jaarlijkse pensioenopbouw bij een middelloonregeling. Tevens worden enige lastenverzwaringen voorgesteld. Eind 2012 was het pensioenvermogen in Nederland gegroeid tot 1097 miljard euro.

### Wet aanpassing financieel toetsingskader
Op 1 oktober 2013 besloot staatssecretaris Jetta Klijnsma het voorstel met een duaal systeem in te trekken na de ontvangen reacties en zelf met een nieuw wetsvoorstel te komen met slechts één methodiek. De Tweede Kamer besprak de voorstellen in de week van 13 oktober 2014 en keurde ze goed. Op 17 december 2014 volgde de Eerste Kamer. Dit resulteerde in de Wet aanpassing financieel toetsingskader
DNB besloot per 1-1-2015 de nieuwe UFR-methodiek nog niet in te vullen, hangende de uitkomsten in het kader van Solvency-II voor de verzekeraars. Wel wordt de 3-maands-rentestructuur vervangen door het voortschrijdende 12-maands-dekkingsgemiddelde, de zogenaamde beleidsdekkingsgraad.
Bij de overgang van 31 december naar 1 januari 2015 steeg het Vereist Eigen Vermogen gemiddeld voor de pensioenfondsen met 5%. Dit leidt tot hogere buffers en hogere premies.
Op 31 oktober 2015 publiceerde DNB een negatieve rente voor de jaren 1 en 2.

### Veranderingen in toezicht door DNB per 2015

#### Beleidsdekkingsgraad
Per 2015 moeten pensioenfondsen hun beleidsdekkingsgraad rapporteren. Dat is het voortschrijdend gemiddelde van de actuele dekkingsgraden over 12 maanden. Zulks is geregeld in artikel 12a lid2 van het Besluit FTK.

#### Haalbaarheidstoets
De continuïteitsanalyse komt per 2015 te vervallen. In de plaats hiervan wordt de jaarlijkse haalbaarheidstoets ingevoerd. Met de haalbaarheidstoets monitort het pensioenfonds of het verwacht pensioenresultaat en het pensioenresultaat in het slechtweerscenario in lijn zijn met de door het pensioenfonds zelf gekozen ondergrenzen.
Hierbij wordt per geboortecohort een periode tot 60 jaar na dato in ogenschouw genomen. Het resultaat van de haalbaarheidstoets moet worden opgenomen in het jaarverslag over 2016 en later.

### Toekomst van de kleine pensioenfondsen
Op 16 april 2014 schreef DNB 60 kleine pensioenfondsen aan met de vraag of ze over hun toekomst na wilden denken. Daarbij biedt de inmiddels aangenomen wet van staatssecretaris Jette Klijnsma om te komen tot een algemeen pensioenfonds (APF) een goed aanknopingspunt.
Inmiddels is er dus wetgeving ten behoeve van de oprichting van een algemeen pensioenfonds, waarin veel kleine fondsen in zouden kunnen opgaan.

### Pensioenakkoord 2019
In 2019 werd er wederom een principe pensioenakkoord gesloten tussen de belanghebbende partijen.

### Positie in de Europese Unie
Nederland heeft circa 60% van de pensioenbesparingen in pijler 2 in handen berekend op het totaal van de Europese Unie. In 2016 was de disconteringsrente met 1,2% de laagste van Europa. Het gemiddeld percentage was 2,1%. Duitsland, dat altijd goedkoper leent, hanteerde 3,3%. Spanje rekent als koploper met 4,2%.

## Bedrijfspensioenplannen in België
Pensioensfondsen worden in België door veel werkgevers aangeboden als onderdeel van een groepsverzekering. Dikwijls wordt deze techniek gebruikt om de loonkosten voor een bedrijf onder controle te houden (fiscale voordelen) en om goede werknemers aan te trekken en te behouden. Individuen kunnen een bedrijfspensioenplan verder aanvullen met individueel pensioensparen, langetermijnsparen of persoonlijke vormen van sparen of beleggen. Bij pensionering moet er alsnog (een hoge) bedrijfsvoorheffing worden betaald.

## Internationaal
De OESO publiceert regelmatig een overzicht van de grootste pensioenfondsen wereldwijd. Een van de grootste is het Noorse pensioenfonds.